# 巴塔尔苏赫·青照日格
巴塔尔苏赫·青照日格（1991年9月21日—），蒙古男子拳击运动员，2018年亚洲运动会男子64公斤级银牌得主、2023年世界男子拳击锦标赛男子63.5公斤级银牌得主、2022年亚洲运动会男子63.5公斤级金牌得主。